# Filmmaker
Filmmaker és una revista trimestral de publicacions que tracta temes relacionats amb el cinema independent. La revista va ser fundada el 1992 per Karol Martesko-Fenster, Scott Macaulay i Holly Willis. Ara la revista l'edita l’IFP (Independent Filmmaker Project), que actua a la comunitat de cinema independent.

## Antecedents
Amb més de 60.000 lectors, la revista inclou entrevistes, estudis de casos, informació sobre finançament i distribució, informes de festivals, actualitzacions tècniques i de producció, consells legals i cineastes sobre la realització de pel·lícules amb les seves pròpies paraules.
The magazine used to be available outside the US in London but has not been on sale in the UK since early 2009

## Característiques anuals
25 noves cares del cinema independent: cada any (normalment al número d’estiu), el cineasta publica la seva llista de talent emergent del cinema independent. La llista normalment conté directors, productors, actors i animadors. Les llistes anteriors han aparegut Ryan Gosling, Andrew Bujalski, Anna Boden & Ryan Fleck, Greg Pak, Oren Peli, Miranda juliol, Tze Chun, Jay Duplass & Mark Duplass, Zoe Kazan, Lena Dunham, Rooney Mara, Azazel Jacobs, Craig Zobel, Elliot Pàgina, i Hilary Swank. [citation Necessitat]

### Llista de "25 Cares Noves de Indie Pel·lícula" de 1998–2019
Fonts:

#### 1998
- Lance Acord
- Peter Sarsgaard
- Jamie Babbit
- David Birdsell
- Darren Stein
- Hilary Brougher
- P. David Ebersole
- Christina Ray Eichman
- Matthew Irving
- Mary Kuryla
- Craig Marsden
- Sanjay Mishra
- David Munro
- Pop Will Eat Itself
- Benita Raphan
- Tami Reiker
- Greg Sax
- Shudder to Think
- Elizabeth Schub
- Cauleen Smith
- Amy Talkington
- Amy Vincent
- Lisa Wiegand
- Yvonne Welbon
- Jessica Yu

#### 1999
- Janet McTeer
- Matthew Libatique
- Eva Ilona Brzeski
- James Chinlund
- Nisha Ganatra
- Theodore Shapiro
- Tom Krueger
- Lindsay Jewett
- Erik Loyer
- Jim Tobias
- Tom E. Brown
- Patrick Stettner
- Karyn Kusama
- Angela Robinson
- Shari Roman & Sophia Fiennes
- David Kaplan
- Joel Hopkins
- Kurt Kuenne
- Heidi Van Lier
- Jennifer Gentile
- Hilary Swank
- Wash Westmoreland
- Tom Hodges
- Jonathan Weiss

#### 2000
- Tim Orr
- Alex Rivera
- Tatia Rosenthal
- Michael Pitt
- Fran Krause
- Kenya T. Tiller
- Gary Hawkins
- Isaac Webb
- Greg Pritikin
- Peter Sollett & Eva Vives
- Cintra Wilson
- David Kartch
- Anthony Hardwick
- Marlene Rhein
- Cinque Northern
- Rolf Gibbs
- Laura Colella
- Senor Amor & Danielle Luppi
- Arjun Dhasin
- Aaron Woodley
- Damani Baker
- Erin Cressida Wilson
- Bradley Rust Gray

#### 2001
- David Guion & Michael Handelman
- Agnieszka Wojtowicz-Vosloo
- Doug Sadler
- Ryan Gosling
- Monique Matthews
- Ari Gold
- Chris Papierniak
- Brett Vapnek
- Todd Stevens
- Kat Smith
- Don Hertzfeldt
- Paul Harrill
- Bradley Beesley
- Minh Nguyen-Vo
- Eric Deutschman
- Mike Jones
- Nicholas Hay
- David Von Ancken
- David Fickas
- Todd Hughes
- Zoe Poledouris
- Scott Coffey

#### 2002
- Aaron Stanford
- Judy Becker
- Steven Pippman
- Geoff Haley
- Brian To
- Garrett Scott
- J.T. Petty
- deco dawson
- Daniel Junge
- Neil Burger
- Divya Srinivasan
- Josslyn Luckett
- Lisa Collins
- Craig Brewer
- Przemyslaw Reut
- M. Stark & Jacob Meszaros
- Coleman Hough
- Grace Lee
- Justin Haythe
- Steve Beatrice
- Lucy Walker
- Nicole Cattell
- Joshua Marston
- Davidson Cole

#### 2003
- Tasha Oldham
- Jesse Moss
- Steven Tsuchida
- Seith Mann
- Jessica Sharzer
- Adam Bhala Lough
- Bradley Peyton
- Ben Coccio
- Tom Putnam
- Shari Frilot
- Stefan Nadelman
- Victor Viyuoh
- Patty Jenkins
- Irene Lusztig
- David Russo
- Ghazi Albuliwi
- Andrew Bujalski
- Matt Goldman
- Greg Pak
- Brett Ingram
- Matt Smith
- Elliot Greenebaum
- Jen Sachs
- Luis Carmara Silva & Gabrielle Galanter

#### 2004
- Miranda July
- Jacob Aaron Estes
- Marcelo Zarvos
- Ryya Elias
- Andrij Parekh
- Rosario Garcia-Montero
- Ryan Eslinger
- Ryan Johnson & Gena Levy
- Elena Elmoznino
- Cess Silvera
- Margaret Harris
- Micah Schraft & Abdi Nazemian
- Larry Blackhorse Lowe
- Ellie Lee
- Stephen Adly Guirgis
- Anna Boden & Ryan Fleck
- Kazuo Ohno
- Rania Ajami
- Mario De La Vega
- Annemarie Jacir
- Kulture Machine
- Lou Taylor Pucci

#### 2005
- Brent Green
- Elizabeth Chai Vasarhelyi
- Cary Joji Fukunaga
- Opa Joe Sampson
- Kyle Henry
- Keith Bearden
- Rachel Boynton
- Danielle Lurie
- Cam Archer
- Patricia Riggen
- Jake Mahaffy
- Neil Dela Llana & Ian Gamazon
- Victor Buhler
- Don Handfield
- Mary Jordan
- Stew
- Mark Banning & Mad Matthewz
- Nicholas Jarecki
- Rachel Grady & Heidi Ewing
- Oliver Cheetham
- Lori Silverbush & Michael Skolnik
- Joby Harold
- Chase Palmer
- Marshall Curry
- Elliot Page

#### 2006
- Olivia Thirlby
- Linas Phillips
- Ham Tran
- So Yong Kim
- Scott Z. Burns
- Antonio Campos
- Gary Huggins
- Carter Smith
- Astra Taylor
- Michele Civetta
- Esther Robinson
- Alex Karpovsky
- Aurora Guerrero
- Eunhee Cho
- Neistat Brothers
- Nee Brothers
- Pastor Brothers
- Michael Tully
- Paul Soter
- Lars Knudsen & Jay Van Hoy
- John Maringouin
- Sameh Zaobi
- Kevin Jerome Everson
- Todd Rohal
- PJ Raval

#### 2007
- Moon Molson
- Sophie Barthes
- Daniel Barz
- Jennifer Venditti
- Kim Reed
- Andy Blubaugh
- Azazel Jacobs
- Calvin Reeder
- Fillipe Barbosa
- Craig Zobel
- Phillip Van
- Sean Kirby
- Tze Chun
- Richard Goldgewicht & Jeremy Goldscheider
- Vicente Amorim
- M dot Strange
- Kentucker Audley
- Hope Dickson Leach
- Ronald Bronstein
- Vineet Dewan
- Georgina Lightning
- Brian M. Cassidy and Melanie Shatzky
- Jess Weixler
- Alex Holdridge
- Stephane Gauger

#### 2008
- Jesse Epstein
- Andrew Okpeaha MacLean
- Tariq Tapa
- Joshua Safdie
- Ryan Bilsborrow-Koo and Zachary Lieberman
- Christina Voros
- Bent-Jorgen Perlmutt
- Jennifer Phang
- Barry Jenkins
- Shana Feste
- Daniel Robin
- Tom Quinn
- John Magary
- Oren Peli
- Matt Wolf
- Myna Joseph
- Encyclopedia Pictura
- Mark Russell
- E.E. Cassidy
- Dee Rees
- Aasif Mandvi
- David & Nathan Zellner
- Eric Latek
- Julia Leigh
- Benh Zeitlin

#### 2009
- Ian Olds
- Eleanor Burke & Ron Eyal
- Nat Sanders
- Jessica Oreck
- Derek Cianfrance
- Jeff Mizushima
- Lost Zombies
- Paula Huidobro
- Steph Green
- Bradford Young
- Michael Palmieri & Donal Mosher
- Paola Mendoza
- Destin Daniel Cretton
- Morgan Jon Fox
- The Purchase Brothers
- Nicole Opper
- Asiel Norton
- Andrew T. Betzer
- Sebastián Silva
- Tina Mabry
- Frankie Latina
- Lena Dunham
- Geoff Marslett
- Rooney Mara
- Jody Lee Lipes

#### 2010
- Victoria Mahoney
- Alex Jablonski & Michael Totten
- Rashaad Ernesto Green
- Sara Colangelo
- Robert Machoian & Rodrigo Ojeda-Beck
- Jason Byrne
- Trieste Kelly Dunn
- Sean Durkin
- Rebecca Richman Cohen
- Julius Onah
- Zac Stuart-Pontier
- Holden Abigail Osborne
- David Wilson
- Radical Friend
- Marc Fratello
- Brent Stewart
- Jade Healy
- Sultan Sharrief
- Mike Stoklasa
- Kasper Tuxen
- Susan Youssef
- Danfung Dennis
- Arielle Javitch
- Matt Porterfield
- Adam Bowers

#### 2011
- Alrick Brown
- Joe Nicolosi
- Alma Har’el
- Kitao Sakurai
- David Lowery
- Eddie Alcazar
- Yance Ford
- Laura Israel
- Everynone
- Panos Cosmatos
- Sophia Takal
- Brent Bonacorso
- Mark Jackson
- Kirby Ferguson
- Damon Russell
- Gingger Shankar
- Brent Hoff
- Sheldon Candis
- Carlen Altman
- Rola Nashef
- Alison Klayman
- Rania Attieh & Daniel Garcia
- Rob Hauer
- Dean Fleischer-Camp & Jenny Slate
- Andrew S. Allen & Jason Sondhi

#### 2012
- Desiree Akhavan and Ingrid Jungermann
- Jonas Carpignano
- Ian Clark
- Ryan Coogler
- Drea Cooper and Zackary Canepari
- Chris Dapkins
- Katherine Fairfax Wright and Malika Zouhali-Worrall
- Hannah Fidell
- Julia Garner
- Ian Harnarine
- Cutter Hodierne
- Alexa Karolinski
- Penny Lane and Brian Frye
- Jillian Mayer and Lucas Leyva
- Omar Mullick and Bassam Tariq
- Terence Nance
- ornana
- Julia Pott
- A. G. Rojas
- Kim Sherman
- Jason Tippet and Elisabeth Mims
- Wu Tsang
- Patrick Wang
- Treva Wurmfeld

#### 2013
- Scott Blake
- Lyric R. Cabral and David Felix Sutcliff
- Emily Carmichael
- Josephine Decker
- Anahita Ghazvinizadeh
- Mohammad Gorjestani
- Daniel Hart
- Eliza Hittman
- Boyd Holbrook
- Lou Howe
- Andrew Thomas Huang
- Elaine McMillion
- Jason Osder
- Andrew Droz Palermo
- Iva Radivojevic
- Nandan Rao
- Rodrigo Reyes
- Anna Sandilands and Ewan McNico
- Ben Sinclair and Katja Blichfeld
- Leah Shore
- Andrea Sisson and Pete Ohs
- Jeremy Teicher
- Michael Tyburski and Ben Nabors
- Lauren Wolkstein
- Chloé Zhao

#### 2014
- Joe Callander
- Frances Bodomo
- Robert Eggers
- Jodie Mack
- Jessica Dimmock and Christopher LaMarca
- Bernardo Britto
- Jamey Phillips
- Scott Cummings
- Zeek Earl and Chris Caldwell
- :: kogonada
- Josef Wladyka and Alan Blanco
- Annie Silverstein
- Matt Sobel
- Gina Telaroli
- Ana Lily Amirpour
- Janicza Bravo
- Lily Henderson
- Nicole Riegel
- Sean Porter
- Darius Clark Monroe
- Rich Vreeland
- Charlotte Glynn
- Heidi Saman
- Dustin Guy Defa
- Lev Kalman and Whitney Horn

#### 2015
- Elizabeth Lo
- Reinaldo Marcus Green
- Andrew Hasse and Megan Brooks
- Trey Edward Shults
- Khalik Allah
- Pia Borg and Edward Lawrenson
- Pippa Bianco
- Ian Samuels
- Cecilia Aldarondo
- Anna Rose Holmer
- Ted Fendt
- Britni West
- Nick Berardini and Jamie Gonçalves
- RaMell Ross
- Tayarisha Poe
- Theo Anthony
- Viktor Jakovleski
- Celia Rowlson-Hall
- Jimmie Fails and Joe Talbot
- Shevaun Mizrahi
- Juan Pablo Gonzalez
- Jack Dunphy
- Anthony Onah
- The Daniels
- Zia Anger

#### 2016
- Sasha Lane
- Tom Rosenberg
- Ricardo Gaona
- Ivete Lucas and Patrick Bresnan
- Livia Ungur and Sherng-Lee Huang
- Amman Abbasi
- T. W. Pittman and Kelly Daniela Norris
- Jess dela Merced
- Jerónimo Rodríguez
- Graham Swon
- Katy Grannan
- Sonia Kennebeck
- Sabaah Folayan and Damon Davis
- MEMORY
- Connor Jessup
- Shawn Peters
- John Wilson
- James N. Kienitz Wilkins
- Macon Blair
- New Media Ltd.
- Brian McOmber
- Destini Riley and Nicholas Pilarski
- Ben Petrie

#### 2017
- Laura Moss
- Robin Comisar
- Andrew Fitzgerald
- Ricky D'Ambrose
- Sam Kuhn
- Carmine Grimaldi
- Nellie Kluz
- Nilja Mu'min
- Chase Whiteside and Erick Stoll
- Elan and Jonathan Bogarin
- Alexa Lim Haas
- Celine Held and Logan George
- Liza Mandleup
- Cirocco Dunlap
- Ana Maria Vijdea
- Beth de Araújo
- Jonathan Olshefski
- Nabil Elderkin
- Jessica Kingdon
- Ilana Coleman
- Rachel Wolther and Alex H. Fischer
- Sofía Subercaseaux
- Kelvin Harrison Jr.
- Ja'Tovia Gary

#### 2018
- Charlotte Wells
- Mariama Diallo
- Daniel Goldhaber & Isa Mazzei
- Helena Howard
- Kamau Bilal
- Richard Van
- Means of Production
- Paloma Martinez
- Carey Williams
- Aymar Jean Christian
- Marnie Ellen Hertzler
- Assia Boundaoui
- Miko Revereza
- Brad Bischoff
- Hannah Peterson
- Sebastián Pinzón Silva
- Jomo Fray
- Andrew Bruntel
- Alison Nguyen
- Sky Hopinka
- Z Behl
- Crystal Kayiza
- Melika Bass
- Meredith Zielke & Yoni Goldstein
- Channing Godfrey Peoples

#### 2019
- Micaela Durand and Daniel Chew
- Sephora Woldu
- Andrew Patterson
- Deniz Tortum
- Alex Thompson and Kelly O'Sullivan
- Alison O'Daniel
- Diana Peralta
- Lance Oppenheim
- Matthew Puccini
- Meghan Fredrich
- A.V. Rockwell
- Lyle Mitchell Corbine, Jr.
- Bo McGuire
- Courtney Stephens
- Sudarshan Suresh
- Norbert Shieh
- Michaela Olsen
- Todd Chandler
- Jessie Jeffrey Dunn Rovinelli
- Haley Elizabeth Anderson
- Barbara Cigarroa
- Carlo Mirabella-Davis
- Courtney and Hillary Andujar
- Faren Humes
- Billy Chew